# Pachydyptes simpsoni
Pachydyptes simpsoni är en utdöd fågel i familjen pingviner inom ordningen pingvinfåglar. Den beskrevs 1974 utifrån fossila lämningar från sen eocen funna i Australien.